# 西索瓦
西索瓦（1840年5月7日—1927年8月9日），柬埔寨國王，1904年4月24日至1927年8月9日在位。他是西索瓦王室的始祖。
西索瓦原名安绍（អង្គសោ），是安東之子，母亲是Neang Pou。他也是诺罗敦和西沃达的同父异母兄弟。1850年，西索瓦与同父异母兄弟诺罗敦一起被送往暹罗首都曼谷，学习泰语、政治、军事、佛教及巴利文。
1860年安东逝世后，西索瓦迅速回到乌栋，从而避免异母兄弟西沃达夺取王位。最终西索瓦的另一个异母兄弟诺罗敦继承了王位。虽然诺罗敦更加顺从，但柬埔寨爆发了叛乱。法国殖民者寻求控制东南亚，迫使诺罗敦寻求法国保护。法国殖民者因此驱逐了暹罗和越南的官员，将柬埔寨变成了法国的保护国。
西索瓦被激怒，他于1864年流亡到交趾支那的西贡，以示蔑视。法国殖民者声称由于“柬埔寨的叛乱分子”，西索瓦的生命处于危险之中，因此劝说西索瓦留在西贡寻求保护。事实上，西索瓦被当作威胁诺罗敦的工具。若是诺罗敦没有遵循法国人的改革政策，法国殖民者就会威胁废黜诺罗敦，以西索瓦取代之。
1867年，柬埔寨发生公开反对法国统治的起义。诺罗敦请求西索瓦回国平定起义。西索瓦随即回国平定了叛乱。1884年，法国控制越南、老挝和柬埔寨，随后又于1893年击败了暹罗。柬埔寨成为法国的开放殖民地，首都也从乌栋迁往金边。西索瓦全力支持法国殖民政权，因此诺罗敦被迫将西索瓦确立为王位继承人。
1904年，诺罗敦去世后，西索瓦被最高皇廷会议选举为新的国王。在位期间继续同法国殖民者合作，作为奖赏，殖民者为他建造了一座全新的宫殿，送给他一艘蒸汽游艇，每年还给他提供250磅的鸦片。
西索瓦还对近代化抱有雄心壮志，尽管年事已高，他还是前往法国进行考察。在位期间建设各种学校和图书馆，其中柬埔寨当时的最高学府西索瓦高校就是他组建的。他还铺设了全国的道路网。西索瓦还废除了国民对国王跪拜的传统礼仪。
1927年，西索瓦去世，其子西索瓦·莫尼旺继位。

## 家庭

### 王后与嫔妃
- 林莫业琳 Mom Yeay Niem 泰族
- 普妃 Puy
- 钟恭妮 Chang Koloney  ，当时柬埔寨司法部部长之女 华人
- 沙莫 Samor
- 盖妃 Kes
- 高妃 Kess
- 提达斯雷握娜屋 Tinda Sri Vora Ou
- 孔妃 Khain
- 鞅妃 Yeng
- 黄妃 Im 华人
- 万妃 Van 华人  ，国王西索瓦·莫尼旺之母
- 林颂君 Som chin 华人
- 林速恭 Srak Kom
- 林干达娜普沙玛凤 Kan Dara Puspa Mac Phuong 泰国华人
- 沙米妃 Sam Rit
- 苿莉妃 Mlis 华人
- 兰驰 Lanchi
- 萍妃 Prim 华人
- 盟妃 Mett
- 宋妃 Som

### 子女
西索瓦·莫尼旺等22人
| 西索瓦 西索瓦王室 | 西索瓦 西索瓦王室    | 西索瓦 西索瓦王室      |
| 統治者頭銜        | 統治者頭銜           | 統治者頭銜             |
| ----------------- | -------------------- | ---------------------- |
| 前任者： 诺罗敦   | 柬埔寨国王 1904-1927 | 繼任者： 西索瓦·莫尼旺 |